# COC-injectie
De COC-injectie (van Cold on-column) is een injectiemethode die wordt gebruikt bij gaschromatografie.
Bij veel injectie verdampt het monster gelijk. Bij de COC-injectie is dit niet het geval. Het monster wordt direct aangebracht in de capillaire kolom.
Om het monster in te brengen wordt er gebruikgemaakt van een speciale injectiespuit. De naald is gemaakt van staal of silica en heeft een diameter van 0,15 mm.
Om het monster in te brengen is het noodzakelijk om de kolom te koelen naar 40 °C.De koeling is om plotselinge problemen bij het verdampen van het vluchtige mengsel in de naald te voorkomen. Daarna kan hij wel weer gewoon terug naar de ‘normaal functionerende’ temperatuur.
Dit hele proces is het beste te doen met behulp van een autosampler. Het wordt meestal toegepast op mengsels met een hoog kookpunt of thermische labiele mengsels.
Van de COC is bekend dat het minder discrimineert tussen mengsels met verschillende vluchtigheid.